# Semirhytus variegatus
Semirhytus variegatus är en stekelart som först beskrevs av Szepligeti 1906.  Semirhytus variegatus ingår i släktet Semirhytus och familjen bracksteklar. Inga underarter finns listade i Catalogue of Life.